# Peter Žunko
Peter Žunko, slovenski inženir elektrotehnike, * 24. januar 1939, Selnica ob Dravi.

## Življenje in delo
Po diplomi na ljubljanski Fakulteti za elektrotehniko (1965) je prav tam tudi magistriral (1974) in doktoriral (1978). Leta 1966 se je zaposlil na Elektrogospodarstvu Slovenije (ELES), kot republiški dispečer. Leta 1971 je sprejel redno zaposlitev na mestu asistenta za elektroenergetiko na Fakulteti za elektrotehniko v Ljubljani. Med letoma 1979 in 1990 je bil docent in izredni profesor, nato pa od 1990 redni profesor za elekrtoenergetski sistem, prenos in razdeljevanje električne energije ter digitalne simulacije.
V letih 1980 je bil tri mesece Knaflov štipendist na Tehniški univerzi na Dunaju in v letu 1988 tri mesece štipendist na Tehniški univerzi v Erlangnu in pri Siemensu v Nemčiji.
Njegovo pedagoško in raziskovalno delo zajema naprave za transformacijo in prenos električne energije, stikalno tehniko ter analizo prehodnih pojavov v normalnih in defektnih stanjih v električnih omrežjih. O tem je objavil več samostojnih publikacij in ekspertiz ter več znanstvenih in strokovnih člankov.